# Hawkshaw Hawkins
Hawkshaw Hawkins, geboren als Harold Franklin Hawkins, (Huntington, 22 december 1921 – nabij Camden, 5 maart 1963) was een Amerikaanse countryzanger.

## Jeugd
Harold Franklin Hawkins werd geboren als zoon van Alex en Icie Hawkins. In zijn kinderjaren woonde zijn familie kortstondig in Lawrence County aan de rivier de Ohio. Hier werd ook zijn jongere zus Lena geboren. De familie keerde spoedig terug naar Huntington, waar zijn vader als voorman werkte bij een glasbedrijf. Hawkins had naast Lena nog twee jongere zussen, Leona en Betty. Als jeugdige ontdekte hij al zijn zangtalent en zijn liefde voor de countrymuziek.

## Carrière
Hawkins kreeg in 1946 zijn eerste platencontract bij King Records. Zijn eerste opnamen After All We Have Meant to Each Other en The Way I Love Youwerden werden in juli 1946 uitgebracht. Tijdens zijn tijd bij King Records coverde hij talrijke songs van reeds bekende zangers, zoals Pan America van Hank Williams, I Love a Thousand Ways van Lefty Frizzell en Slow Poke van Pee Wee King. Met de song The Sunny Side of the Mountain, die later zijn handelsmerk zou worden, had hij tot dit moment slechts een bescheiden succes. Zijn eerste grote succes had hij met Pan American, die de top 10 bereikte. Tijdens de daaropvolgende drie jaren had hij verdere vier singles in de top tien: Dog House Boogie (1948), I Love You a Thousand Ways (1951), I'm Waiting Just for You (1951) en Slow Poke (1951).
In mei 1963 wisselde Hawkins van King Records naar RCA Victor, aangezien RCA hem gezien hun meer verspreid netwerk meer in het nationale schijnwerperlicht kon plaatsen. In 1955 vervoegde Hawkins zich bij de Grand Ole Opry, waar hij goed bevriend raakte met Marty Robbins en Don Gibson. Hier hernieuwde hij ook zijn oude vriendschapsbanden met Wilma Lee en Stoney Cooper, toen deze zich in 1957 ook bij de Grand Ole Opry vervoegden. Wilma Lee Cooper behoort tegenwoordig nog steeds tot de cast van de Grand Ole Opry, net als haar dochter Carol Lee Cooper, die met de Carol Lee Singers optreedt in een achtergrondkoor.
Net als bij de vroege opnamen van Patsy Cline, omvatten ook Hawkins' RCA-opnamen uit deze tijd zowel langzame alsook afwisselend droefgeestige en opgewekte song, wier basis deels traditionele country- en honky-tonknummers waren en deels countryversies van pop- en r&b-songs. RCA vercommercialiseerde in het bijzonder Hawkins' aangename stem in zulke songs, in de hoop op goede verkoopcijfers.
In 1959 wisselde Hawkins naar Columbia Records, waar ook zijn vriend Marty Robbins onder contract stond. The Battle of New Orleans van Johnny Horton werd een groot succes in dit jaar en oorzakelijk voor vergelijkbare songs, dus ook voor Hawkins eerste song Soldiers Joy bij Columbia Records, die een 15e plaats bereikte in de countrycharts en een 87e plaats in de popcharts.
In september 1962 keerde Hawkins terug naar King Records. Binnen drie dagen nam hij datgene op, wat zijn laatste twaalf songs zouden worden. Daarbij inbegrepen was ook zijn grootste hit Lonesome 7-7203. Justin Tubb, de zoon van Ernest Tubb, schreef deze song eigenlijk voor Hawkins tweede vrouw Jean Shepard, die het lied weliswaar opnam bij Capitol Records, die het echter nooit publiceerde. Hawkins hield van deze song en had vrij vlug het gevoel, dat deze een hit kon worden voor hem. Drie dagen voor zijn overlijden verscheen de song voor de eerste keer in de Billboard Country Charts op 2 maart 1963. Tijdens de twee weken direct na Hawkins overlijden kwam de song niet voor in de charts, maar kwam deze op 23 maart terug en bleef daar dan 25 weken lang, waarvan vier weken als nummer 1.

## Hobby's
Hawkins was een overtuigd natuurvriend. Hij genoot van de jacht, vissen en paardrijden. Vrienden en Grand Ole Oprysterren als Grandpa Jones, Charlie Louvin van The Louvin Brothers en Stoney Cooper vergezelden hem regelmatig bij zulke jacht- en vistochten.

## Naamgeving
Sinds het melodrama The Ticket of Leave Man (1863) van Tom Taylor, met zijn beroemde supergevaarlijke en superslimme superheld Hawkshaw, is dit begrip in de Verenigde Staten als synoniem voor detective geworden. Van 1913 tot 1922 en van 1931 tot eind jaren 40 was er in de Verenigde Staten een cartoon Hawkshaw, the Detective van Gus Mager. 
Hawkins kreeg de bijnaam Hawkshaw van een buurman, die hem bedankte met "Thanks Hawkshaw", nadat Hawkins hem de vindplaats verklapt had van gestolen visgerei. Hawkins eigende zich deze bijnaam toe als zijn artiestennaam, ook na een aantal jaren, toen er weerstand tegen was bij zijn eerste label King Records.

## Privéleven en overlijden
In 1940 trouwde Hawkins met Reva Mason Barbour (1924–2012) uit Huntington. Bij hun huwelijk waren beiden nog zeer jong. Het huwelijk was zeer turbulent en eindigde na meerdere scheidingen en verzoeningen in 1958 tot een echtscheiding. De latere gospelzangeres Marlene Gilliam werd door hen op 4-jarige leeftijd als buitenechtelijke dochter geadopteerd. Later trouwde Hawkins met de vermaarde Grand Ole Opry-ster Jean Shepard. Uit dit huwelijk kwamen de twee zoons Don Robin en Harold Franklin Hawkins II voort. De laatste werd geboren op 8 april 1963, ongeveer een maand na Hawkins vroege overlijden op 5 maart 1963 op 41-jarige leeftijd. Deze begon in 2005 als Hawkshaw Hawkins II de songs van zijn vader na te zingen (cd: Hawks Back!).
Op 3 maart 1963 traden Hawkshaw Hawkins, Roy Acuff, George Jones, Dottie West, Cowboy Copas en Patsy Cline op in Kansas City tijdens een liefdadigheidsconcert ten gunste van de familie van de bij een auto-ongeval omgekomen diskjockey Cactus Jack Call, die had gewerkt voor de regionale countryradiozenders KCKN en KCMK in Kansas City. Tijdens de terugtocht op 5 maart 1963 kreeg Hawkins carrière een abrupt einde, toen het kleine vierzitsvliegtuigje, een Piper Comanche, tijdens een onweersstorm in de buurt van Camden neerstortte. Ook de overige drie inzittenden van het toestel – de countrysterren Patsy Cline en Cowboy Copas en Ramsey D. Hughes, piloot en manager van Patsy Cline – overleefden het ongeval niet.

## Discografie

### Singles

#### Columbia Records
- Big Red Benson / Soldier’s Joy
- Patanio (The Pride Of The Plains) / Arkansas Lil And Texas Bill
- Put A Nickel In The Jukebox / Your Conscience
- You Know Me Much Too Well / My Story
- No Love For Me / The Love I Have For You
- Twenty Miles From Shore / Big Ole Heartache
- Darkness On The Face Of The Earth / I Can't Seem To Say Goodbye

#### King Records
- Be My Life's Companion / Everybody's Got A Girl But Me
- I Am Slowly Dying Of A Broken Heart / Over The Hillsung
- Unwanted / Got You On My Mind
- I Love The Way You Say Goodnight / Loaded With Love
- I'm A Lone Wolf / I Hope You're Crying Too
- Tangled Heart / Betty Lorainne
- The Life Of Hank Williams / Picking Sweethearts
- Kaw-Liga / If I Ever Get Rich Mom
- The Life Story Of Hank Williams / Barbara Allen
- Rattlesnakin' Daddy / I Hate Myself
- Nothing More To Say / Between The Lines
- After All / The Way I Love You
- Never Cry Over You / I Ain't Goin' Honky Tonkin'
- Soldier's Last Letter / There’s A Little Bit Of Everything In Texas
- Try Me One More Time / Blue Eyed Elaine
- Are You Waiting Just For Me / You Nearly Lose Your Mind
- It's Been So Long Darling / I Wonder Why You said Goodbye
- Walking The Floor Over You / I’ll Get Along Somehow
- Mean Mama Blues / Mean Old Bed Bug Blues
- I'm Wondering How / That's When It's Coming Home To You
- Girl Without A Name / Silver Threads And Golden Needles
- Lonesome 7-7203 / Everything Has Changed
- Love Died Tonight / Sunny Side Of The Mountain
- Caught In The Middle Of Two Hearts / If I Ever Get Rich Mom
- I'm Beginning To Forget / Teardrops On Your Letter
- There's A Little bit Of Everything In Texas / Soldier's Last Letter
- Waiting In The Shadows / This Particular Baby
- Never Mind The Tears / Last Letter
- Jealous Fate / It's Easy To Remember
- Since You Went Away / When They Found The Atomic Power
- Blue Skies In Your Eyes / Moonlight On My Cabin
- After Yesterday / Sunny Side Of The Mountain
- Secrets Of My Heart / Never Say Goodbye
- Pan American / I Suppose
- I'm Waiting Just For You / A Heartache To Recall
- Dog House Boogie / I Can't Tell My Broken Heart A Lie
- I Don’t Have The Heart To Say Goodbye / Some Of These Nights
- Somebody Lied / Memories Always Linger On
- All Because Of My Jealous Heart / Life Lost It's Color
- Would You Like To Have A Broken Heart / The Longer Were together More We Drift Apart
- I Wasted A Nickel / I'm Kissing Your Picture Counting Tears
- There's A Teardrop In Your Eye / Wanted Someone To Love Me
- Back To The Dog House / Pardon Me For Loving You
- Yesterday's Kisses / That's All She Wrote
- Stop Please Stop / Handcuffed To Love
- I Love You A Thousand Ways / Teardrops From My Eyes
- Shotgun Boogie / You Don't Belong To Me
- Rattlesnakin' Daddy / I Hate Myself
- I’m Waiting Just For You / A Heartache To Recall
- Skies in Your Eyes / Side of the Mountain
- Slow Poke / Two Roads

#### RCA Victor
- Oh How I Cried / Action
- I'll Trade Yours For Mine / The Long Way
- A Heap Of Lovin’ / The Mark Round My Finger
- I'll Never Close My Heart / When You Say Yes
- Waiting For My Baby / Flashing Lights
- Rebound – Rebound
- Why Didn't I Hear It From You / Why Didn't I Hear It From You
- One White Rose / I Wanna Be Hugged To Death By You
- Why Don't You Leave This Town / I'll Take A Chance With You
- Koko Mo / Lin Ting Tong
- Pedro Gonzales Tennessee Lopez / How Could Anything So Purty Be So Doggone Mean
- Car Hoppin Mama / The Love You Steal
- I Gotta Have You / Standing At The End Of My World
- Borrowing / If It Ain't On The Menu
- Baby, It's In The Making / You Can't Divorce My Heart
- I'll Be Gone / My Fate Is In Your Hands
- Dark Moon / With This Pen
- Sensation / The Ring On Your Finger
- Guilty Of Dreaming / It's Easier Said Than Done
- I Don't Apologize / I'll Get Even With You
- Waitin' For My Baby (Rock, Rock) / Flashin' Lights
- Why Don't You Leave This Town / I'll Take A Chance With You
- Ko Ko Mo (I Love You So) / Ling Ting Tong
- Standing At The End Of My World / I Gotta Have You
- Borrowing / If It Ain't On The Menu
- It Would Be A Doggone Lie / Sunny Side Of The Mountain
- My Fate Is In Your Hands / I'll Be Gone
- Sensation / Is My Ring On Your Finger
- Guilty Of Dreaming / It's Easier Said Than Done
- I'll Get Even With You / I Don't Apologize
- Freedom / I've Got It Again
- She Was Here / Are You Happy

#### StardayRecords
- Slowpoke / Lonesome 7-7203

### Albums
- 1951: Country Western Cavalcade
- 1958: Hawkshaw Hawkins, Vol. 1 (King Records)
- 1958: Sings Grand Ole Opry Favorites, Vol. 2 (King Records)
- 1959: Hawkshaw Hawkins (King Records)
- 1959: Big Beat Jazz (King Records)
- 1959: Sings Grand Ole Opry Favorites (King Records)
- 1963: The All New Hawkshaw Hawkins (King Records)
- 1963: Taken from Our Vaults, Vol. 1 (King Records)
- 1963: Taken from Our Vaults, Vol. 2 (King Records)
- 1963: The Great Hawkshaw Hawkins (Harmony)
- 1963: In Memory (met Cowboy Copas) (King Records)
- 1963: Legend (met Cowboy Copas) (King Records)
- 1964: Hawkshaw Hawkins Sings Hawkshaw Hawkins (RCA)
- 1964: Taken from Our Vaults, Vol. 3 (King Records)
- 1965: Gone, But Not Forgotten (met Patsy Cline en Cowboy Copas) (Starday)
- 1965: The Country Gentleman (RCA)
- 1967: 24 Greatest Hits (met Cowboy Copas) (King Records)
- 1968: His Everlasting Hits (Nashville)
- 1969: Lonesome 7-7203 (King Records)
- 1978: 16 Greatest Hits (Starday)
- 1987: 22 Greatest Hits (Deluxe)
- 1991: Hawk (Bear Family)
- 2000: I'm a Rattlesnakin' Daddy: The King Anthology, 1946–1963 (WestSide)
- 2004: Best of the Best 1921–1963 (Federal)
- 2004: The Country Gentleman/Hawkshaw Hawkins Sings (Collectables)
- 2006: Radio Memories of the Late (Bronco)

- Bibliothèque nationale de France: cb14185952g (data)
- Gemeinsame Normdatei: 135598052
- International Standard Name Identifier: 0000 0000 3161 5527
- Library of Congress Control Number: n94078629
- MusicBrainz: 2a233c17-72e1-4da0-b7df-99da708f518c
- Istituto Centrale per il Catalogo Unico: DDSV190082
- SNAC: w690511c
- Virtual International Authority File: 57834049
- WorldCat: E39PBJpdKkwfmQHjhW7j4jhJXd